# Manikowski
Manikowski (Jelita odmienne X) – polski herb szlachecki, odmiana herbu Jelita, z nobilitacji.

## Opis herbu
Opis zgodnie z klasycznymi regułami blazonowania:
W polu czerwonym trzy kopie w gwiazdę srebrne - dwie w krzyż skośny i trzecia na opak, na nich.
Klejnot - trzy pióra strusie.
Labry czerwone, podbite srebrem.

## Najwcześniejsze wzmianki
Nadany 8 czerwca 1593 braciom Zachariaszowi i Teodorowi Manikowskim. Herb powstał z adopcji do herbu Jelita, którego udzielił Jakub Mirski. Nobilitacja była nagrodą za zasługi wojenne w walkach z Moskwą i Tatarami na Podolu.

## Herbowni
Manikowski.